# Marcello Melis
Marcello Melis (* 16. August 1939 in Cagliari; † 5. Oktober 1994 in Paris) war ein italienischer Kontrabassist und Komponist des Creative Jazz.

## Leben und Wirken
Melis studierte zunächst auf dem örtlichen Konservatorium. Dann ging er mit der Varietegruppe I lumi auf Tournee und studierte Politikwissenschaften. Nach dem Diplom zog er nach Rom, wo er Mario Schiano kennenlernte. Mit ihm, Giancarlo Schiaffini und dem Schlagzeuger Franco Pecori gründete er im Frühjahr 1966 die Gruppo Romano Free Jazz, die erste italienische Formation, sie sich dem Free Jazz zuwandte, und zwar zugleich mit „Radikalität und einer Unbekümmertheit um die Konventionen traditioneller Jazzpraxis“. In den nächsten Jahren spielte er weiterhin mit Steve Lacy (Moon, 1969) Enrico Rava (Il Giro Del Giorno In 80 Mondi, 1976), Gato Barbieri und Mal Waldron. 1970 war er mit Barbieri als Musiker an Pasolinis Dokumentarfilm Notizen für eine afrikanische Orestie beteiligt. In den 1970er Jahren arbeitete er in New York mit Lester Bowie, Roswell Rudd, Don Pullen und Hamiet Bluiett, mit denen er auch aufnahm. Auf seinem Album The New Village on the Left ließ er Jazzmusiker, die im freien Idiom vertraut waren, über Aufnahmen mit dem traditionellen Gesang eines Tenorquartetts spielen, um so „die sardische Hirtenmusik mit den Ausdrucksmitteln des zeitgenössischen Jazz zu vereinen.“
Er starb an den Folgen einer Krebserkrankung.

## Diskographische Hinweise
- Perdas de Fogu (Burning Stones) (Vista, 1974) mit Mario Schiano, Bruce Johnson, Don Pullen, Jerome Cooper, Ray Mantilla, Sheila Jordan
- The New Village on the Left (Black Saint, 1974/1976) mit Enrico Rava, Roswell Rudd, Don Moye, Gruppo Rubanu (Egidio Muscau, Antonio Buffa, Sebastiano Piras, Nicolò G. Rubanu)
- Free to Dance (Black Saint, 1978) mit Rava, Lester Bowie, Gary Valente, George Lewis, Don Pullen, Fred Hopkins, Don Moye, Naná Vasconcelos, Jeanne Lee, Sheila Jordan
- Angedras (Black Saint, 1982) mit Don Pullen, Sandro Satta und Don Moye